# 얀 엘리아손
얀 케네트 엘리아손(스웨덴어: Jan Kenneth Eliasson, 1940년 9월 17일~)은 스웨덴의 외교관으로, 2012년부터 2016년까지 유엔 사무부총장에 재직하였다.